# 本田らいだ〜△
本田 らいだ〜△（ほんだ らいだー、1979年3月7日 - ）は、日本のお笑いタレント。ラフィーネプロモーション所属。本名：本田 忠（ほんだ ただし）。芸名にある「△」は発音しない。

## 来歴・人物
新潟県出身。身長172cm。血液型はO型。
ワタナベコメディスクール1期生（2004年10月入学、2005年9月卒業）出身。ワタナベエンターテインメントに所属していたが2019年に退社し、フリーを経てラフィーネプロモーションに所属。
かつてコンビで活動していたこともあり、その当時の相方は上田ケント（後にインチキ斉藤（現・ゾフィーのサイトウナオキ）とのコンビ『あずう』で活動）。M-1グランプリ2017では谷+1。との即席コンビ『谷+らいだ～△』でエントリー。
自動二輪免許を所持。
パチンコ好きで、得意トークにもしている。
中学生時代、バスケットボールをしていた。
特技はイラスト、漫画。絵を描く時は『本客土門』というペンネームを使い、描いた作品はYouTube、Twitterで公開している。
以前から薄毛が悩みで、中学生の頃から薄いと言われ、25 - 6歳の頃から本格的に気になりだし、30歳の時には丸刈りにしていた。そんな中、2016年1月に開催された、第1回アイランドタワークリニックカップ争奪「植毛芸人コンテスト」にて、同クリニックでの自毛植毛と『真夜中のおバカ騒ぎ!』（チバテレ、TOKYO MX）内コーナー「薄毛を笑い飛ばせ!ハゲらない話」コーナーMCを賭けてのネタバトルを勝ち抜いて優勝を果たして「植毛芸人」となった。植毛方法については、人工の髪の毛ではなく、後頭部の自分の髪の毛を一度均等に抜いてそれを植えていった。2000株（6000本）植えたとのことである。そして「世界初の植毛芸人」を自称している。

## 芸風
持ちネタは漫談や一人コント。ビニールテープを使って顏真似をするネタも多く、フレディ・マーキュリー、やスーパーマリオ、ドラえもん、ドン・フライ、宮崎駿、林修、ドナルド・マクドナルド（マクドナルドのキャラクター）、カーネル・サンダース、稲川淳二などを演じている。しかしどのネタでも叫び続けた末にビニールテープを外して「本田らいだ～△だぁ!」と言って素に戻ったり、服を破いたりするパターンも多い。
この他、閻魔大王と対決するコント、右手の大砲で戦うコント、絵描き歌ネタなども持っている、

## 出演

### テレビ
- うつけもん（フジテレビ）- 2014年5月8日～2014年9月18日の間、8回出演
- パチFUN!（テレビ埼玉、テレビ神奈川、千葉テレビ、長野放送、群馬テレビ）- 2016年6月22日～2016年7月13日
- 真夜中のおバカ騒ぎ!（チバテレ、TOKYO MX）- 「薄毛を笑い飛ばせ!ハゲらない話」コーナー　レギュラー出演

### ラジオ
- ナベラジ（原宿ソラトニワFM）